# Witold Adamiec

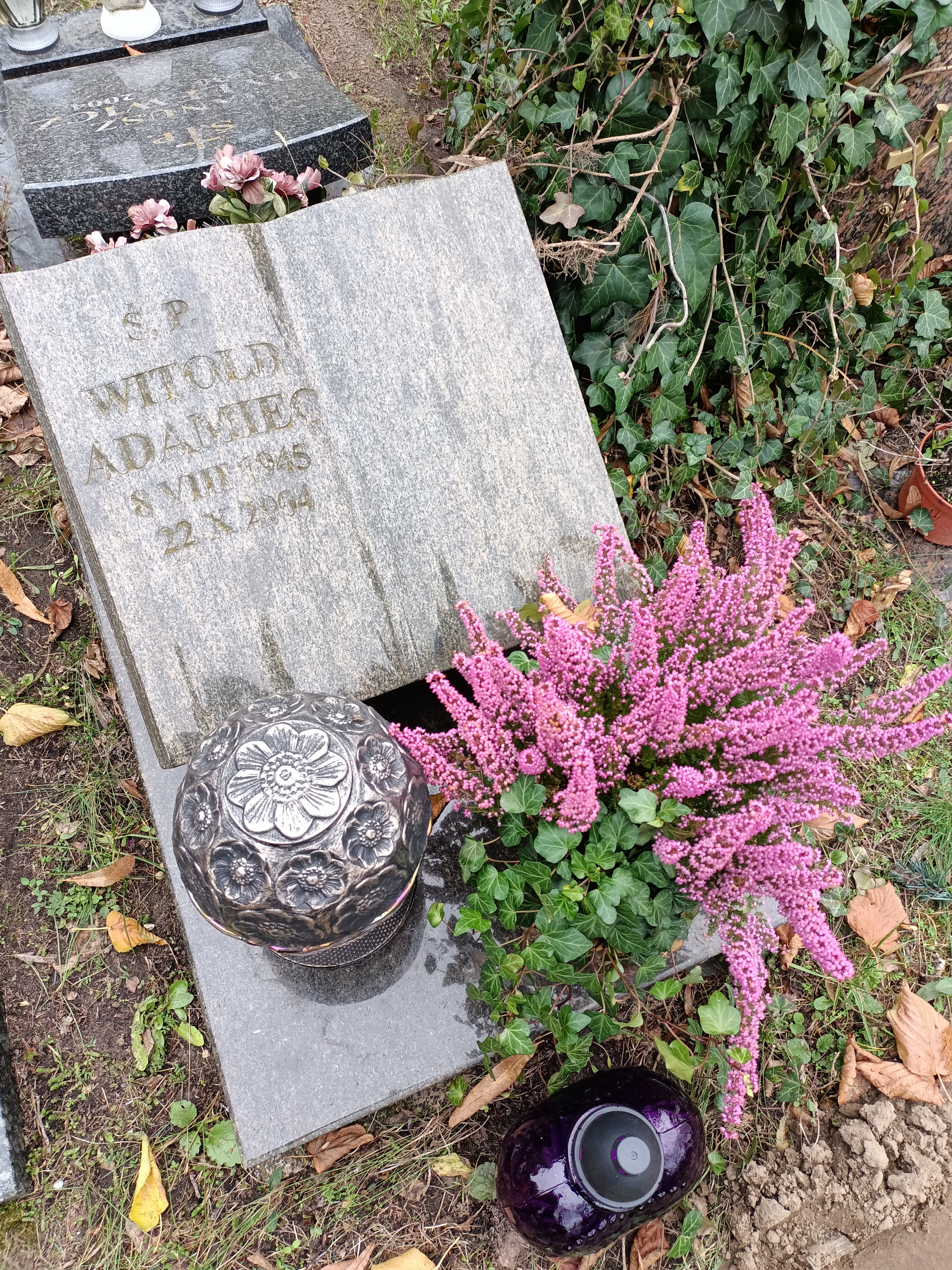
Grób Witolda Adamca na Cmentarzu Komunalnym Północnym

Witold Adamiec (ur. 8 sierpnia 1945 w Policznej, zm. 22 października 2004 w Warszawie) – polski publicysta, długoletni pracownik Biblioteki Narodowej.

## Życiorys
Ukończył studia polonistyczne na Uniwersytecie Warszawskim w 1970. W latach 1973–2001 był adiunktem w Instytucie Książki i Czytelnictwa Biblioteki Narodowej. Na początku jako asystent, a następnie kierownik Sekcji Księgozbiorów w Zakładzie Badań Czytelnictwa. Zajmował się problematyką organizacji i uzupełniania księgozbiorów bibliotek publicznych oraz księgarstwem. Był wieloletnim wykładowcą w Centrum Ustawicznego Kształcenia Bibliotekarzy.
Pod zbiorowym pseudonimem Jan Wit (Janusz Ankudowicz, Witold Adamiec) był autorem tłumaczenia książki Zinowjewa Apologia praktycznego nierozumu. Książka ukazała się w tzw. drugim obiegu nakładem radykalnej organizacji podziemnej – Grup Politycznych „Wola”.
Został pochowany na cmentarzu komunalnym Północnym w Warszawie (kwatera S-X-3-10-11).

## Publikacje
- Spis książek, które powinny być stale i w odpowiedniej postaci dostępne w księgarniach i bibliotekach, BN, Warszawa 1983.
- Główne problemy uzupełniania księgozbiorów w latach siedemdziesiątych, BN, Warszawa 1989.
- Policzna – by czas nie zaćmił i niepamięć, Sycyna 2004.